# Reino da Galícia e Lodoméria
O Reino da Galícia e Lodoméria, também conhecido como Galícia ou Polônia Austríaca, foi uma terra da coroa da monarquia de Habsburgo em consequência da Primeira Partilha da Polônia em 1772, quando se tornou um reino sob o domínio dos Habsburgo. Entre 1804 e 1918 foi uma terra da coroa do Império Austríaco. Após as reformas de 1867, transformou-se numa unidade autônoma administrada pelos poloneses sob a coroa austríaca. O país foi esculpido em toda a parte sudoeste da República das Duas Nações. Entre os muitos títulos cerimoniais dos príncipes da Hungria estava o de "governante da Galícia e Lodoméria".
O nome "Galícia" é a forma latinizada de Aliche, um principado da Rutênia medieval. "Lodoméria" também é uma forma latinizada de Volodimíria, que foi fundada no século X por Vladimir, o Grande e até as Partilhas da Polônia era conhecida simplesmente como Volodimíria (em polonês/polaco:  Włodzimierz). Rei da Galícia e Lodoméria foi um título medieval que o Rei da Hungria (André II) adotou durante sua conquista da região no século XII.
Esta região histórica na Europa Oriental é dividida hoje entre a Polônia e a Ucrânia. O núcleo da Galícia histórica consiste nas regiões modernas de Lviv, Ternopil e Ivano-Frankivsk na Ucrânia Ocidental.

## Topônimo
O nome do reino em sua forma cerimonial, em português:  Reino da Galícia e Lodoméria e o Grão-Ducado de Cracóvia com os Ducados de Auschwitz e Zator, existia em todas as línguas faladas, incluindo em alemão:  Königreich Galizien und Lodomerien mit dem Großherzogtum Krakau und den Herzogtümern Auschwitz und Zator; em polonês/polaco:  Królestwo Galicji i Lodomerii wraz z Wielkim Księstwem Krakowskim i Księstwem Oświęcimia i Zatoru; em ucraniano:  Королівство Галичини та Володимирії з великим князіством Краківським і князівствами Освенцима і Затору, transliterado: Korolivstvo Halychyny i Lodomeriï z velykym knyazivstvom Krakivskym i knyazivstvamy Osventsyma i Zatoru, e em húngaro:  Galícia és Lodoméria királysága Krakkó nagyhercegségével és Auschwitz és Zator hercegséggel.

## História
Em 1772, a Galícia era a maior parte da área anexada pela Monarquia de Habsburgo na Primeira Partilha da Polônia. Como tal, a região austríaca da Polônia e o que viria a tornar-se a Ucrânia era conhecido como o Reino da Galícia e Lodoméria para sublinhar as reivindicações húngaras ao país. No entanto, após a Terceira Partilha da Polônia, uma grande parte das terras etnicamente polonesas a oeste (Nova Galícia ou Galícia Ocidental) também foi adicionada à província, o que mudou a referência geográfica do termo Galícia. Lviv (Lemberg) serviu como capital da Galícia austríaca, que era dominada pela aristocracia polonesa, apesar de a população da metade oriental da província ser maioritariamente ucraniana, ou "rutena", como eram conhecidos na época. Além da aristocracia e nobreza polonesa que habitavam quase todas as partes da área, e os rutenos no leste, existia uma grande população judaica, também concentrada com mais peso na parte oriental da região.
Durante as primeiras décadas do domínio austríaco, a Galícia foi firmemente governada por Viena, e muitas reformas significativas foram realizadas pela burocracia com pessoal em grande parte por alemães e tchecos. A aristocracia tinha garantida seus direitos, mas esses direitos eram consideravelmente circunscritos. Os antigos servos não eram mais meros bens, mas tornaram-se sujeitos com direito e receberam certas liberdades pessoais, como o direito de se casar sem a permissão do senhor. Suas obrigações trabalhistas eram definidas e limitadas, e poderiam ignorar os senhores e apelar aos tribunais imperiais por justiça. A Igreja "uniata" de Rito Oriental, que serviu principalmente os rutenos, foi renomeada Igreja Católica Grega para colocá-los em pé de igualdade com a Igreja Católica Romana; receberam seminários e, eventualmente, uma catedral. Embora impopulares com a aristocracia, entre o povo comum, igualmente poloneses e ucranianos/rutênicos, essas reformas criaram um reserva de boa vontade para o imperador que durou quase até o fim do domínio austríaco. Ao mesmo tempo, no entanto, o Império Austríaco extraiu da Galícia uma riqueza considerável e recrutou um grande número da população camponesa para suas forças armadas.
| Cronologia da história política (1815 – 1914) - 1815 — Tratado de Viena. Quinta Partilha da Polônia. Cracóvia proclama uma república. - 1817 — Estado da Galícia criado pela Áustria. - 1846 — Crescimento dos camponeses. Cracóvia anexada à Galícia. - 1848 — Revolução em Viena. Formação dos primeiros Comitês Nacionais poloneses na Galícia. Primeira exigência aberta de direitos constitucionais. Em 2 de maio, o Supremo Conselho ruteno (ucraniano) é estabelecido. - 1859 — Áustria derrota Magenta e Solferino. - 1860 — Constituição de Outubro com promessa de autonomia. - 1861 — Adoção da Constituição de Fevereiro. Primeira Dieta da Galícia. - 1866 — Guerra Austro-Prussiana. - 1867 — Monarquia dual estabelecida. - 1868 — "Resolução galícia" submetida ao Imperador. Administração começa a passar para as mãos polonesas. - 1873 — Introdução da votação direta para as eleições no Reichsrat. - 1896 — Extensão do sufrágio. - 1907 — Sufrágio universal introduzido. - 1914 — Ampliação e reorganização da Dieta. |

### De 1815 a 1860
Em 1815, em consequência das decisões do Congresso de Viena, a área de Lublin e das regiões circunvizinhas (a maior parte da Nova Galícia) foram cedidos pelo Império Austríaco à Polônia do Congresso (Reino da Polônia), que era governada pelo Czar, e a região de Ternopil, incluindo a região histórica de Podólia do sul, foi devolvida ao Império Austríaco pela Rússia, que a mantinha desde 1809. A cidade grande de Cracóvia e o território circundante, anteriormente também parte da Nova Galícia, tornou-se a semiautônoma Cidade Livre de Cracóvia sob a supervisão dos três poderes que compartilhavam o governo sobre a Polônia (ou seja, Áustria, Rússia e Prússia).

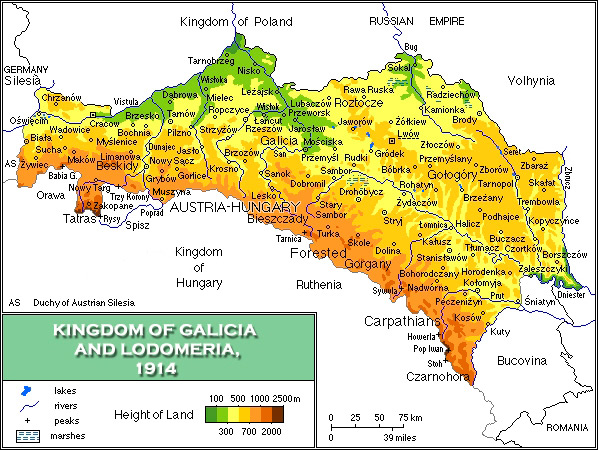
Mapa físico do Reino da Galícia e Lodoméria entre 1849 e 1918

As décadas de 1820 e 1830 foram um período de governo burocrático supervisionado por Viena. A maioria dos cargos administrativos era ocupada por falantes da língua alemã, incluindo os tchecos, embora alguns de seus filhos já estivessem se tornando poloneses. Após o fracasso da insurreição de novembro na Polônia russa em 1830-31, na qual participaram alguns milhares de voluntários galícios, muitos refugiados poloneses chegaram à região. O final dos anos 1830 eram repletos de organizações conspiratórias polonesas cujo trabalho culminou na mal sucedida insurreição galícia de 1846, que foi facilmente derrubada pelos austríacos com a ajuda de um campesinato galício que permaneceu leal ao imperador. A insurreição ocorreu na parte ocidental polonesa da Galícia. A nobreza senhorial polonesa apoiava ou simpatizava com planos mal dissimulados de uma revolta para estabelecer um Estado polonês independente, mas os camponeses nas propriedades senhoriais da Galícia Ocidental, reduzidos à miséria por colheitas pobres, viram pouca vantagem para eles próprios em uma Polônia livre e aproveitaram a oportunidade de se levantar contra a instituição da servidão, matando muitos donos de propriedade. Com o colapso do levante para uma Polônia livre, a cidade de Cracóvia perdeu sua semi-autonomia e foi integrada ao Império Austríaco sob o título de um Grão-Ducado, e para fins práticos foi feita parte da Galícia pelas autoridades austríacas.
No mesmo período, um sentimento de despertar nacional começou a se desenvolver entre os rutenos na parte oriental da Galícia. Um círculo de ativistas, principalmente seminaristas Católicos Gregos, afetados pelo movimento romântico na Europa e o exemplo de eslavos em outros lugares, especialmente no leste da Ucrânia sob os russos, começou a voltar sua atenção para o povo comum e sua língua. Em 1837, a chamada Tríade Rutena liderada por Markiyan Shashkevych, publicou A Ninfa do Dniestre, uma coleção de canções populares e outros materiais na língua rutena comum. Alarmadas por tal democratismo, as autoridades austríacas e a Igreja Católica Grega proibiram o livro.
Em 1848, movimentos revolucionárias estouraram em Viena e outras partes do Império Austríaco. Em Lemberg, um Conselho Nacional Polonês, e depois, um ucraniano, ou Conselho Supremo Ruteno foram formados. Mesmo antes de Viena ter agido, os restos da servidão foram abolidos pelo governador, Franz Stadion, em uma tentativa de frustrar os revolucionários. Além disso, as exigências polonesas de autonomia à Galícia foram contrariadas por exigências rutenas por igualdade nacional e pela divisão da província em uma parte Oriental, rutena, e uma parte ocidental, polonesa. Eventualmente, Lemberg foi bombardeada por tropas imperiais e a revolução foi completamente derrubada.
Seguiu-se uma década de absolutismo renovado, mas para apaziguar os poloneses, o conde Agenor Gołuchowski, representante conservador da aristocracia da Galícia Oriental, os chamados Podolanos, foi nomeado vice-rei. Ele começou a polonizar a administração local e conseguiu que as ideias rutenas de dividir a província fossem arquivadas. Ele não conseguiu, no entanto, forçar a Igreja Católica Grega aderir ao uso do calendário ocidental ou gregoriano, ou entre rutenos em geral, substituir o alfabeto cirílico pelo latino.

### Experiências constitucionais

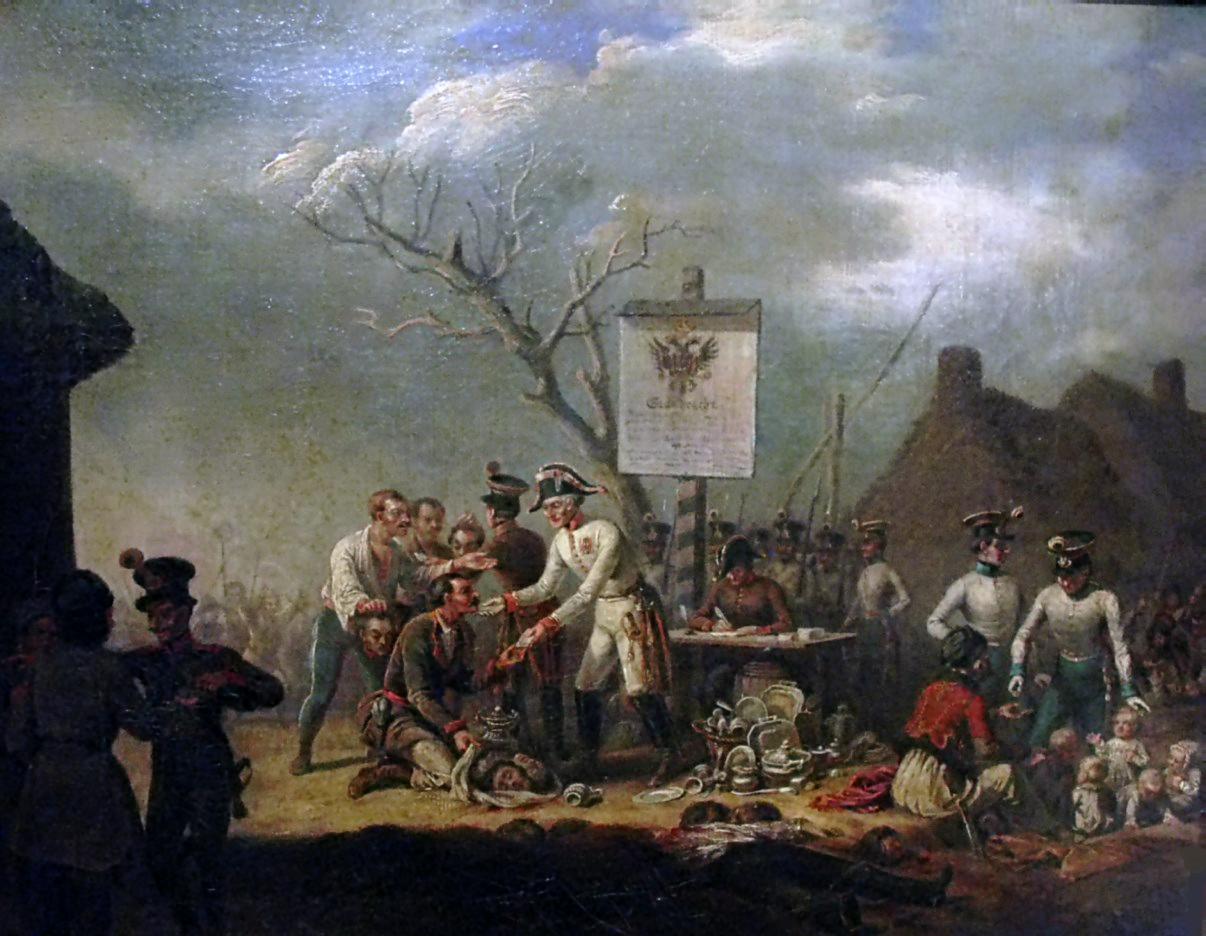
Abate de Galícia (em polonês: "Rzeź galicyjska") por Jan Lewicki (1795–1871)

Em 1859, após a derrota militar austro-húngara na Itália, o Império entrou em um período de experiências constitucionais. Em 1860, o governo de Viena, influenciado por Agenor Gołuchowski, emitiu seu Diploma de Outubro, que vislumbrou uma federalização conservadora do império, mas uma reação negativa nas terras dos falantes da língua alemã levou a mudanças no governo e à emissão da Patente de Fevereiro que eliminou essa descentralização. No entanto, em 1861, a Galícia recebeu uma Assembleia Legislativa ou Dieta. Embora na primeira representação pró-habsburgo ucraniana e polonesa fosse considerável neste corpo (cerca de metade da assembléia), e as questões sociais e ucranianas urgentes foram discutidas, as pressões administrativas limitavam a eficácia dos representantes camponeses e ucranianos e a Dieta da Galícia tornou-se dominada pela aristocracia e nobreza polonesa, que favoreceram uma maior autonomia. No mesmo ano, surgiram perturbações na Polônia russa e, até certo ponto, se espalharam na Galícia. O Sejm deixou de atuar.
Em 1863, começou a revolta aberta na Polônia russa e, de 1864 a 1865, o governo austro-húngaro declarou um Estado de sítio na Galícia, suspendendo temporariamente as liberdades civis. O ano de 1865 trouxe um retorno às ideias federais nas linhas sugeridas por Agenor Gołuchowski, e as negociações sobre a autonomia entre a aristocracia polonesa e Viena começaram mais uma vez.
Enquanto isso, os rutenos se sentiram mais e mais abandonados por Viena e entre os "rutenos antigos" agrupados em torno da Catedral católica grega de São Jorge, ocorreu um regresso à Rússia. Os partidários mais extremos desta orientação vieram a ser conhecidos como "russófilos". Ao mesmo tempo, influenciada pela poesia ucraniana do escritor ucraniano oriental Taras Shevchenko, surgiu um movimento que publicou literatura em ucraniano/ruteno vernáculo e, eventualmente, estabeleceu uma rede de salas de leitura. Os adeptos dessa orientação vieram a ser conhecidos como "populistas" e, mais tarde, simplesmente como "ucranianos". Quase todos os rutenos, no entanto, ainda esperavam a igualdade nacional e por uma divisão administrativa da Galícia ao longo de linhas étnicas.

### Autonomia da Galícia

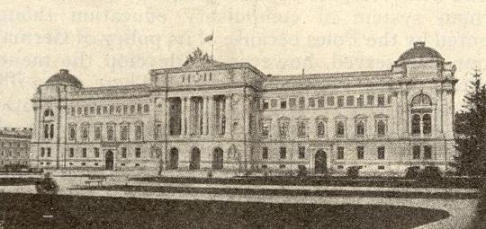
Sejm (parlamento) galício em Lemberga (moderna Lviv).

Em 1866, após a batalha de Sadová e a derrota austríaca na Guerra Austro-Prussiana, o Império Austro-Húngaro começou a experimentar maiores problemas internos. Em um esforço para reforçar o apoio à monarquia, o Imperador Francisco José iniciou negociações para um compromisso com a nobreza magiar para garantir seu apoio. Alguns membros do governo, como o primeiro-ministro austro-húngaro Conde Belcredi, aconselharam o Imperador a fazer um acordo constitucional mais abrangente com todas as nacionalidades que criaram uma estrutura federal. Belcredi preocupou-se que uma acomodação com os interesses magiares alienasse as outras nacionalidades. No entanto, Francisco José não pôde ignorar o poder da nobreza magiar e não aceitaria nada menos do que o dualismo entre si e as elites austríacas tradicionais.
Finalmente, após o chamado Ausgleich de fevereiro de 1867, o Império Austríaco foi reformado em uma Áustria-Hungria dualista. Embora os planos poloneses e tchecos para que suas partes da monarquia fossem incluídas na estrutura federal falharam, um processo de liberalização lento e estável do governo austríaco na Galícia começou. Representantes da aristocracia e intelligentsia poloneses se dirigiram ao Imperador pedindo uma maior autonomia para a Galícia. Suas demandas não foram aceitas de forma definitiva, mas ao longo dos próximos anos, foram feitas várias concessões significativas para o estabelecimento da autonomia galícia.
A partir de 1873, a Galícia era, de facto, uma província autônoma da Áustria-Hungria com o polonês e, em menor grau, ucraniano ou ruteno, como línguas oficiais. A germanização foi interrompida e a censura também aumentou. A Galícia estava sujeita à parte austríaca da Monarquia dupla, mas o Sejm galício e a administração provincial tinham amplos privilégios e prerrogativas, especialmente na educação, cultura e assuntos locais.
Essas mudanças foram apoiadas por muitos intelectuais poloneses. Em 1869, um grupo de jovens publicitários conservadores em Cracóvia, incluindo Józef Szujski, Stanisław Tarnowski, Stanisław Koźmian e Ludwik Wodzicki, publicaram uma série de panfletos satíricos intitulado Teka Stańczyka (Portfólio de Stańczyk). Apenas cinco anos após o trágico fim da Revolta de Janeiro, panfletos ridicularizaram a ideia de levantes nacionais armados e sugeriram compromisso com os inimigos da Polônia, especialmente o Império Austríaco, o foco no crescimento econômico e a aceitação das concessões políticas oferecidas por Viena. Este agrupamento político veio a ser conhecido como os Stanczyks ou Conservadores de Cracóvia. Juntamente com os proprietários de terras poloneses conservadores do leste da Galícia e a aristocracia chamados de "Podólianos", ganharam uma ascendência política na Galícia que durou até 1914. Esta mudança de poder de Viena à classe latifundiária polonesa não foi bem-vinda pelos rutenos, que se dividiram mais fortemente em russófilos, que viram na Rússia uma salvação e os ucranianos que enfatizavam suas conexões com pessoas comuns.
Tanto Viena como os poloneses viram traição entre os russófilos e uma série de julgamentos políticos acabaram por desacreditá-los. Enquanto isso, em 1890, um acordo foi concluído entre os poloneses e os rutenos ou "ucranianos" populistas que viram a ucranização parcial do sistema escolar no leste da Galícia e outras concessões à cultura ucraniana. Posteriormente, o movimento nacional ucraniano se espalhou rapidamente entre os camponeses rutenos e, apesar dos recuos repetidos, nos primeiros anos do século XX, esse movimento substituiu quase completamente outros grupos rutenos como o principal rival do poder com os poloneses. Durante esse período, os ucranianos nunca desistiram das reivindicações russas tradicionais pela igualdade nacional e pela partição da província em uma metade ocidental, polonesa, e uma metade oriental, ucraniana.

### Grande Emigração Econômica
A partir da década de 1880, ocorreu uma emigração em massa do campesinato galício. A emigração começou como sazonal para a Alemanha (recém unificada e economicamente dinâmica) e depois se tornou transatlântica com emigração em larga escala para os Estados Unidos, Brasil e Canadá.

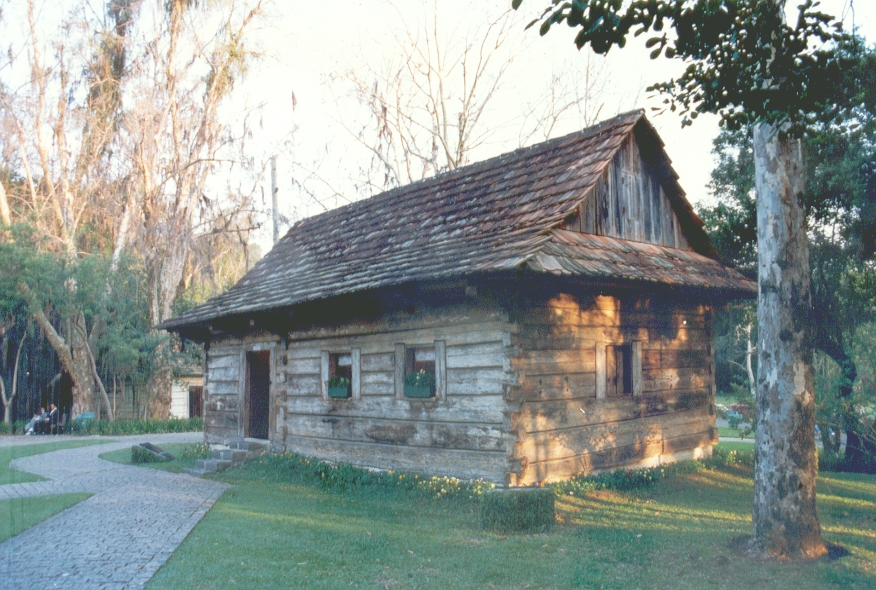
Casa de imigrante polonês no Bosque do Papa em Curitiba

Causada pela condição econômica atrasada da Galícia, onde a pobreza rural era generalizada, a emigração começou na parte povoada ocidental da região (polonesa) e rapidamente se deslocou para o leste até as partes ucranianas habitadas. Poloneses, ucranianos, judeus e alemães participaram deste movimento de massas de camponeses e aldeões. Os poloneses migraram principalmente para a Nova Inglaterra e os estados do meio-oeste dos Estados Unidos, mas também para o Brasil e outros países; rutenos/ucranianos migraram para o Brasil, Canadá e os Estados Unidos, com uma emigração muito intensa da Podólia do Sul para o oeste do Canadá; e os judeus emigraram ambos diretamente para o Novo Mundo e também indiretamente através de outras partes da Áustria-Hungria.
Um total de várias centenas de milhares de pessoas estiveram envolvidas nesta Grande Emigração Econômica, que cresceu cada vez mais intensamente até o início da Primeira Guerra Mundial em 1914. A guerra interrompeu temporariamente a emigração, que nunca mais atingiu as mesmas proporções. A grande emigração econômica, especialmente a emigração para o Brasil, a "febre brasileira", como era chamado na época, foi descrita em obras literárias contemporâneas da poeta polonesa Maria Konopnicka, do escritor ucraniano Ivan Franko e de muitos outros. Alguns estados no sul do Brasil têm uma grande porcentagem de sua população formada por descendentes diretos desses imigrantes rutenos/ucranianos.
Quando se trata das relações sociais, principalmente entre camponeses e proprietários, a área foi a mais atrasada na antiga Comunidade Polonesa-Lituana. Durante todo o século XIX, a maioria dos proprietários considerava os camponeses como menos do que humanos. Quando o lote dos camponeses sob a partição prussiana foi melhorado pelas leis e na partição russa pela maioria dos proprietários poloneses, abolindo de fato a servidão, em troca de que os camponeses enviassem seus filhos para escolas gratuitas (segredo em relação à língua polonesa) que os treinassem para ser poloneses e a nobreza adotou todos os camponeses livres para evitar que o imperador russo os forçasse à servidão, o campesinato galício sempre estava vivendo à beira da fome. Isso levou os camponeses poloneses a chamar a área de "Krolestwo Goloty i Glodomerji" isto é, "O Reino da Pobreza e da Fome."
Ao mesmo tempo que essas emigrações na década de 1890, muitos liberais poloneses e ucranianos viram a Galícia como um Piemonte, tanto um Piemonte polonês como um Piemonte ucraniano. Como os italianos começaram a libertar-se do domínio austríaco no Piemonte italiano, esses nacionalistas ucranianos e poloneses sentiram que a libertação de seus dois países começaria na Galícia.
Apesar de cerca de 750 mil pessoas emigrando pelo Atlântico de 1880 a 1914, a população da Galícia aumentou 45% entre 1869 e 1910.

### Primeira Guerra Mundial e conflito polonês-ucraniano
Durante a Primeira Guerra Mundial, a Galícia viu fortes combates entre as forças da Rússia e as Potências Centrais. As forças russas invadiram a maior parte da região em 1914 depois de derrotar o exército austro-húngaro em uma batalha de fronteira caótica nos primeiros meses da guerra. Eles foram, por sua vez, empurrados na primavera e no verão de 1915 por uma ofensiva combinada alemã e austro-húngara.

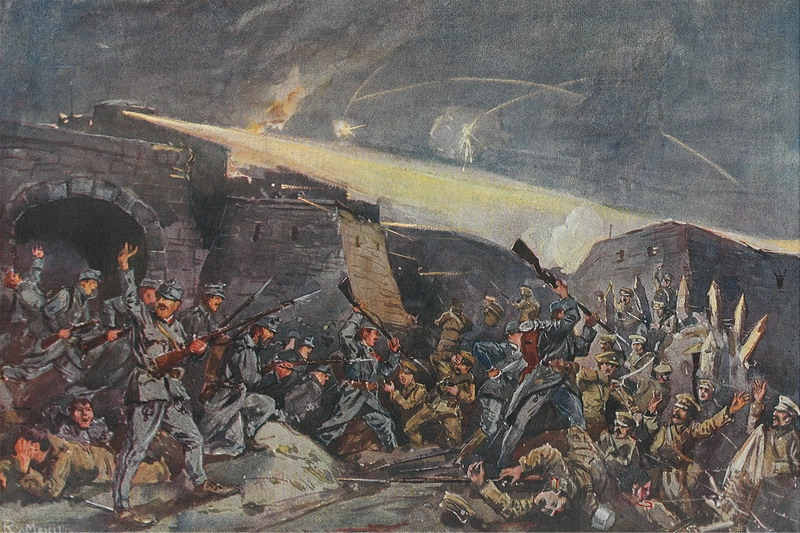
Cerco de Przemyśl em 1915

Em 1918, a Galícia Ocidental tornou-se parte da restaurada República da Polônia, que absorveu a República Lemko. A população ucraniana local declarou brevemente a independência da Galícia Oriental como a "República Popular da Ucrânia Ocidental". Durante a Guerra Polonesa-Soviética, os soviéticos tentaram estabelecer o Estado fantoche da República Socialista Soviética da Galícia na Galícia Oriental, cujo governo depois de alguns meses foi liquidado.
O destino da Galícia foi decidido pela Paz de Riga em 18 de março de 1921, atribuindo a região à Segunda República Polonesa. Embora nunca tenha sido aceita como legítima por alguns ucranianos, foi reconhecida internacionalmente com um importante apoio francês em 15 de maio de 1923. O apoio francês ao domínio polonês da etnia ucraniana na Galícia Oriental e seus recursos de petróleo na bacia de Borysław-Drohobycz foram recompensados por Varsóvia, permitindo que um investimento francês significativo fosse feito na indústria petrolífera polonesa. Os poloneses convenceram os franceses de que, uma vez que menos de 25% dos ucranianos étnicos eram alfabetizados antes da Grande Guerra e os ucranianos eram novatos em se governar, apenas os poloneses, e não os ucranianos, poderiam administrar a Galícia Oriental e seus preciosos assentamentos de petróleo.
Os ucranianos da antiga Galícia Oriental e a província vizinha de Volínia constituíram cerca de 12% da população da Segunda República da Polônia e eram a maior minoria. À medida que as políticas do governo polonês eram hostis às minorias, as tensões entre o governo e a população ucraniana cresciam, acabando por dar origem à militante e oculta Organização dos Nacionalistas Ucranianos.

## Divisões administrativas
Logo os territórios poloneses recém-adquiridos (veja Primeira Partilha da Polônia) que eram conhecidos como Kreise (Voivodia na Polônia) foram reestruturados em novembro de 1773 em 59 Kreisdistriktes (distritos de terra), enquanto os kreises foram abolidos. Algumas antigas voivodias foram incorporadas completamente, enquanto a maioria delas apenas parcialmente. Entre elas estavam as antigas voivodias de Belz, Rutênia Vermelha, Cracóvia, Lublin, Sandomierz e Podolie. Também durante a Guerra Russo-Turca em 1769, o território noroeste da Moldávia (rebatizado Bucovina) foi ocupado pelo Império Russo, que o cedeu em 1774 ao Império Austríaco como um "sinal de apreço".

### Principais cidades
Divisão administrativa

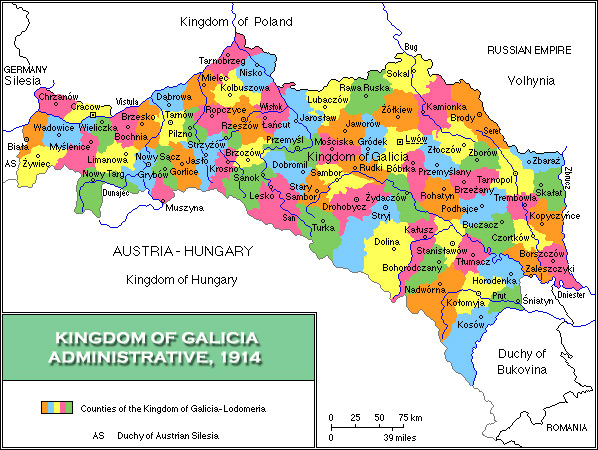
Reino da Galícia, administrativo, 1914

O Reino foi dividido em numerosos condados (powiat) que em 1914 eram cerca de 75. Além de Lwów (Lviv) ser a capital do Reino, Cracóvia era considerada a capital não oficial da parte ocidental da Galícia e a segunda cidade mais importante da região.
- Belz (em polonês: Bełz, em iídiche: Beltz)
- Berezhany (em polonês: Brzeżany)
- Biecz (em alemão: Beitsch, em ucraniano:  Беч, Bech)
- Bochnia (em alemão: Salzberg)
- Boryslav (em polonês: Borysław)
- Brody (em iídiche: Brod)
- Busk
- Buchach (em polonês: Buczacz)
- Chortkiv (em polonês: Czortkow)
- Chrzanów
- Dukla (em ucraniano: Дукля, Duklia)
- Drohobych (em polonês: Drohobycz)
- Gorlice (em ucraniano: Горлиці, Horlytsi, em alemão: Gorlitz)
- Aliche (em polonês: Halicz, em alemão: Halitsch, em iídiche: Galits)
- Husiatyn
- Jarosław (em alemão: Jaroslau, em ucraniano: Ярослав, Yaroslav)
- Jasło (em alemão: Jassel)
- Kalush (em polonês: Kałusz)
- Kolomyia (em alemão: Kolomea, em polonês: Kołomyja, em romeno: Colomeea, em iídiche: Kolomay)
- Kozova (em polonês: Kozowa)
- Cracóvia (em alemão: Krakau, em iídiche: Kruke)
- Krosno (em alemão: Krossen, em ucraniano: Коросно, Korosno)
- Lesko (em ucraniano: Лісько, Lisko, em iídiche: Linsk)
- Leżajsk (em alemão: Lyschansk, em iídiche: Lizhensk)
- Limanowa (em alemão: Ilmenau)
- Lviv (em alemão: Lemberg, em polonês: Lwów, em iídiche: Lemberik)
- Łańcut (em alemão: Landshut)
- Makhlynets
- Myślenice (em alemão: Mischlenitz)
- Nadvirna (em polonês: Nadwórna)
- Nowy Sącz (em alemão: Neu Sandez, em iídiche: Zanz)
- Oświęcim (em alemão: Auschwitz, em iídiche: Oshpetsin)
- Peremyshliany (em polonês: Przemyślany)
- Przemyśl (em ucraniano:  Перемишль, Peremyshl
- Pidhaitsi (em polonês/polaco:  Podhajce)
- Rava-Ruska (em polonês: Rawa Ruska, em iídiche: Rave)
- Rohatyn
- Rymanów (em alemão: Reimannshau)
- Rzeszów (em iídiche: Rejsza, em ucraniano: Riashiv, em alemão: Reichshof)
- Sambir (em polonês: Sambor)
- Sanok (em ucraniano: Сянік, Sianik, em iídiche: Sonik, em húngaro: Sánók)
- Stanyslaviv (em polonês: Stanisławów, em alemão: Stanislau, em iídiche: Stanislev, agora: Ivano-Frankivsk)
- Terebovlia (em polonês: Trembowla)
- Ternopil (em polonês/polaco:  Tarnopol)
- Tarnów (em ucraniano: Тарнів, Tarniv, em alemão: Tarnau)
- Tomaszów Lubelski (em ucraniano:  Tomashiv Liublinskyi)
- Truskavets (em polonês: Truskawiec)
- Wieliczka (em alemão: Groß Salze)
- Zalishchyky (em polonês: Zaleszczyki)
- Zator (em alemão: Neuenstadt an der Schaue)
- Zolochiv (em polonês: Złoczów, em iídiche: Zlotshev)
- Zhovkva (em polonês: Żółkiew)
- Żywiec (em ucraniano: Живець, Zhyvets, em alemão: Saybusch)

### Outras entidades administrativas
Galícia Ocidental
Parte do Reino de 1795 a 1809, até 1803 uma unidade administrativa separada
| - Biała Podlaska - Chełm - Józefów - Kielce - Końskie - Cracóvia | - Lublin - Łuków em Radzyń Podlaski - Mińsk em Wiązowna - Radom - Sandomierz, a partir de 1798 em Opatów - Siedlce |

Território de Bucovina
Parte do Reino de 1775 a 1849 (depois de 1849: Ducado de Bucovina)
Cidade Livre de Cracóvia
Condomínio com a Prússia e a Rússia de 1815 a 1846, parte do Reino a partir de 1846

## Governo

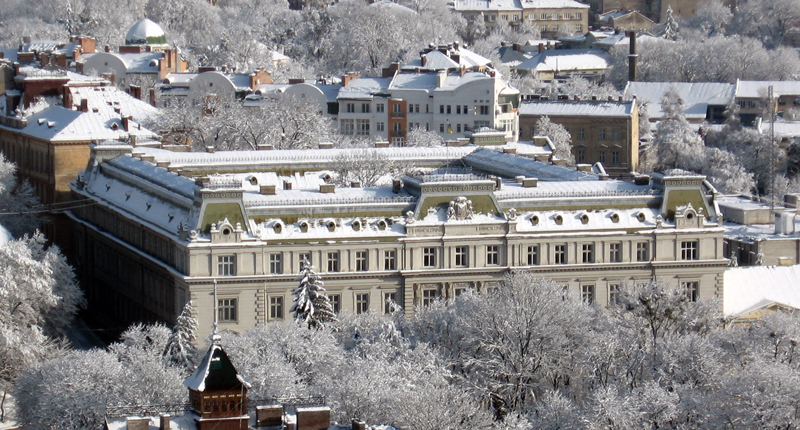
Escritório da vice-regência em Lemberga (moderna Lviv, desde 1880).

Após a Partilha da Polônia, a região foi administrada por um governador nomeado, mais tarde um vice-regente. Durante o período de guerra o cargo de vice-regente foi suplementado por um governo militar. Em 1861 estabeleceu-se uma assembléia regional, a Sejm da Terra, que inicialmente devido à falta de edifício administrativo adequado estava localizada na construção do Teatro Skarbek até 1890.

## Demografia

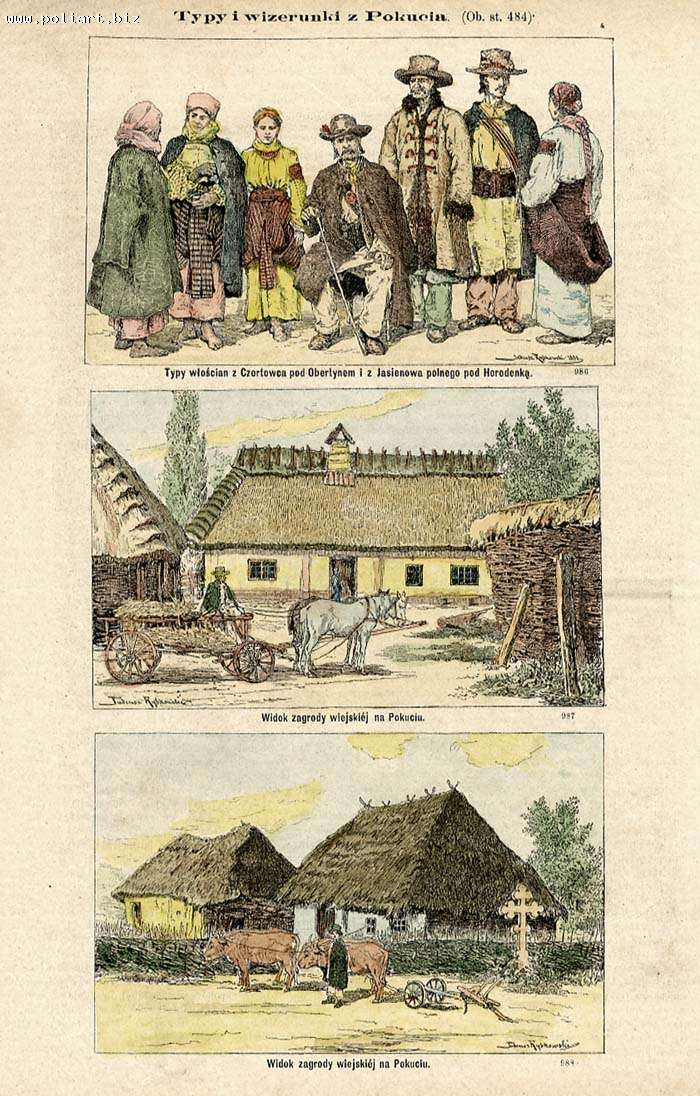
Pessoas da Galícia Oriental

Em 1773, a Galícia tinha cerca de 2,6 milhões de habitantes em 280 cidades e mercados e aproximadamente 5 500 aldeias. Havia quase 19 000 famílias nobres com 95 000 membros (cerca de 3% da população). As "não-livres" representaram 1,86 milhão, mais de 70% da população. Um pequeno número era de agricultores, mas, de longe, o número esmagador (84%) tinha apenas pequenas propriedades ou nenhuma posse.
Nenhum país da monarquia austríaca tinha uma mistura étnica tão variada como a Galícia: poloneses, rutenos, alemães (galícios alemães), armênios, judeus, húngaros, ciganos, lipovanos, etc.. Os poloneses estavam principalmente no oeste, com os rutenos predominantes na região leste ("Rutênia").
Os judeus da Galícia imigraram na Idade Média da Alemanha e principalmente falavam o iídiche como primeira língua. Os falantes da língua alemã foram mais comumente referidos pela região da Alemanha, onde se originaram (por exemplo, saxões ou suábios). Com os habitantes que tinham uma clara diferença na linguagem, como com os saxões ou a identificação dos romanichéis, era menos problemático, mas o multilinguismo generalizado borrou as fronteiras novamente.
A maioria dos poloneses eram católicos romanos, enquanto os rutenos eram principalmente católicos gregos. Os judeus, que representavam o terceiro maior grupo religioso, eram principalmente ortodoxos em sua observância religiosa.
Em 1888, a Galícia tinha 78 550 quilômetros quadrados de área e era povoada por cerca de 6,4 milhões de pessoas, incluindo 4,8 milhões de camponeses (75% da população total). A densidade populacional era de 81 pessoas por quilômetro quadrado e era maior do que na França (71 habitantes/km²) ou Alemanha.
| Religiões, Censo de dezembro de 1910 |           |       |
| ------------------------------------ | --------- | ----- |
| Catolicismo romano                   | 3,731,569 | 46.5% |
| Catolicismo grego                    | 3,379,613 | 42.1% |
| Judaísmo                             | 871,895   | 10.9% |
| Protestantismo                       | 37,144    | 0.5%  |
| Outras                               | 5,454     | 0.0%  |
| Total                                | 8,025,675 |       |

## Economia
A Galícia era economicamente a parte menos desenvolvida da Áustria e recebeu consideráveis pagamentos de transferência do governo de Viena. O seu nível de desenvolvimento foi comparável ou superior ao da Rússia e dos Balcãs, mas bem atrás da Europa Ocidental.
A primeira descrição detalhada da situação econômica da região foi apresentada por Stanislaw Szczepanowski (1846-1900), advogado, economista e químico polonês que em 1873 publicou a primeira versão de seu relatório intitulado Nędza galicyjska w cyfrach (A pobreza galícia em números). Baseado em sua própria experiência como um trabalhador no Escritório da Índia, bem como o seu trabalho sobre o desenvolvimento da indústria do petróleo na região de Borysław e os dados oficiais do censo publicados pelo governo austro-húngaro, ele descreveu a Galícia como uma das regiões mais pobres da Europa.
As estatísticas indicam que a Galícia e a Lodoméria eram mais pobres do que as áreas a oeste. A renda média per capita não excedia 53 florins do Reno, em comparação com 91 florins na Polônia do Congresso, 100 na Hungria e mais de 450 florins na Inglaterra na época. Também os impostos foram relativamente elevados e iguais a 9 florins do Reno por ano (c. 17% do rendimento anual), em comparação com 5% na Prússia e 10% na Inglaterra. Também a porcentagem de pessoas com maior renda foi muito menor do que em outras partes da Monarquia e da Europa: o imposto sobre luxo, pago por pessoas com renda anual superior a 600 florins, era pago por 8 pessoas em cada 1 000 habitantes, em comparação com 28 na Boêmia e 99 na Baixa Áustria. Apesar da alta tributação, a dívida nacional do governo da Galícia ultrapassou o total de 300 milhões de florins, aproximadamente 60 florins per capita.

### Indústria
Em 1880 a indústria na Galícia era de baixo nível. Em 1857 a região tinha 102 189 pessoas, sendo que 2,2% da população trabalhava na indústria. Em 1870 esse número havia aumentado para 179 626, sendo 3,3% da população.

### Indústria de petróleo e gás natural

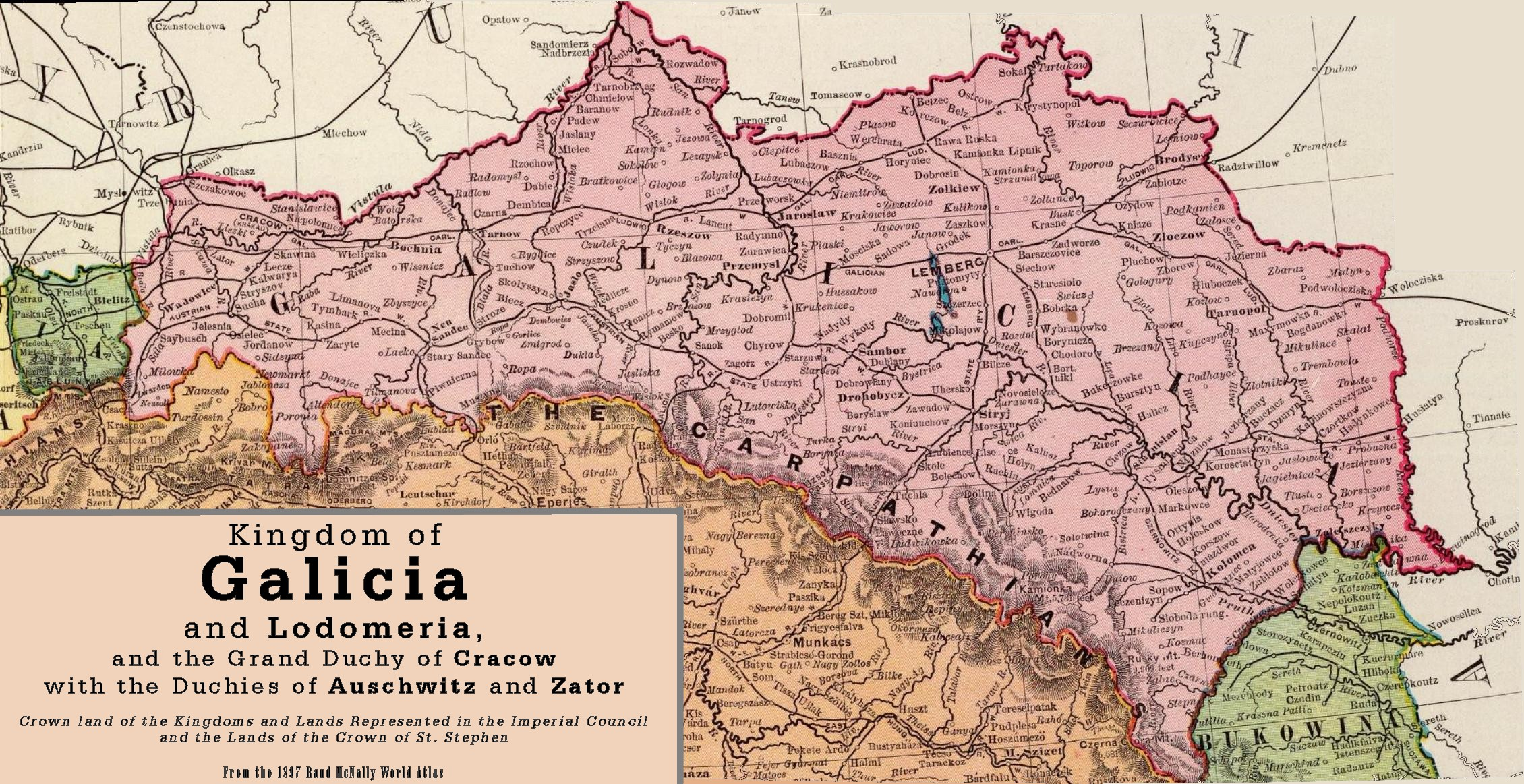
Linhas ferroviárias da Galícia antes de 1897

Perto de Drohobych e Boryslav, foram descobertas e desenvolvidas importantes reservas de petróleo durante meados do século XIX e início do século XX. A primeira tentativa européia de perfuração de petróleo foi em Bóbrka, no oeste da Galícia, em 1854. Em 1867, um poço em Klęczany, na Galícia Ocidental, foi perfurado usando vapor a cerca de 200 metros. Em 31 de dezembro de 1872, foi aberta uma linha ferroviária que ligava Borysław (hoje Boryslav) com a cidade vizinha de Drohobycz (atual Drohobych). O americano John Simon Bergheim e o canadense William Henry McGarvey vieram à Galícia em 1882. No ano seguinte, sua empresa, MacGarvey and Bergheim, abriu buracos de 700 a 1 000 metros e encontrou grandes depósitos de petróleo. Em 1885, eles renomearam sua empresa petrolífera em desenvolvimento para Galician-Karpathian Petroleum Company (em alemão:  Galizisch-Karpathische Petroleum Aktien-Gesellschaft), com sede em Viena, com McGarvey como administrador principal e Bergheim como engenheiro de campo, e construíram uma enorme refinaria em Maryampole perto de Gorlice, no canto sudeste da Galícia.
Considerada a maior e mais eficiente empresa na Austro-Hungria, a Maryampole foi construída em seis meses e empregou 1 000 homens. Posteriormente, investidores da Grã-Bretanha, Bélgica e Alemanha criaram empresas para desenvolver as indústrias de petróleo e gás natural na região. Esse influxo de capital fez com que o número de empresas petrolíferas diminuísse de 900 para 484 em 1884 e para 285 empresas atendidas por 3 700 trabalhadores até 1890. No entanto, o número de refinarias de petróleo aumentou de 31 em 1880 para 54 em 1904. Nesse ano havia trinta furos de mais de 1 000 metros em Borysław. A produção aumentou 50% entre 1905 e 1906 e, em seguida, triplicou entre 1906 e 1909 por causa de descobertas inesperadas de vastas reservas de petróleo, das quais muitas jorravam. Em 1909, a produção atingiu seu pico com 2 076 000 toneladas ou 4% da produção mundial. Muitas vezes chamada de "Baku polonesa", os campos de petróleo de Borysław e Tustanowice nas proximidades representaram mais de 90% da produção nacional de petróleo do Império Austro-Húngaro. De 500 residentes na década de 1860, Borysław cresceu para 12 000 em 1898. Em 1909, foi criada a Polmin com sede em Lviv para a extração e distribuição de gás natural. Na virada do século, a Galícia ficou em quarto lugar entre os maiores produtores de petróleo do mundo. Este aumento significativo na produção também causou uma queda nos preços do petróleo. Uma diminuição muito rápida na produção na região ocorreu logo antes das Guerras dos Balcãs.
A Galícia já não era a principal fonte doméstica de petróleo central durante a Grande Guerra.

## Cultura
- Jornais: Gazette de Leopol (1776),[14] Slovo (fechado em 1876 devido a Ucaze de Ems)[15]
- Semanal: Zoria Halytska (primeira edição em 15 de maio de 1848)[15]

## Bandeira da Galícia e Lodoméria
Até 1849, a Galícia e a Lodoméria constituíam uma única província com Bucovina e usavam a bandeira azul-vermelha (consistindo em duas listras horizontais: a superior era azul, a inferior era vermelha).
Em 1849, Bucovina recebeu um estatuto independente da Galícia-Lodoméria e manteve a bandeira azul-vermelha, enquanto a Galícia recebeu uma nova bandeira composta por três listras horizontais: azul, vermelho e amarelo.
Esta bandeira permaneceu em uso até 1890, quando o país recebeu uma nova bandeira que consiste em duas listras horizontais: vermelho e branco. Este permaneceu em uso até a dissolução do Reino da Galícia-Lodoméria em 1918 e é exibido pela Oesterreichisch-ungarische Wappenrolle (1898), de Ströhl.

Bandeira da Galícia, 1772-1800; 1849-1890
Bandeira da Galícia, 1800-1849

## Militares
O Reino foi dividido em três grandes distritos militares centrados em Cracóvia, Lwow e Przemyśl. Os militares locais usavam um idioma especializado para comunicação conhecido como eslavo do Exército. Uma das maiores unidades das tropas foi o 1º Exército composto pelo 1º (Cracóvia), 5º (Pressburg) e 10º (Przemyśl) Corpo.